# Sergentomyia heiseri
Sergentomyia heiseri är en tvåvingeart som först beskrevs av Manalang 1930.  Sergentomyia heiseri ingår i släktet Sergentomyia och familjen fjärilsmyggor.
Artens utbredningsområde är Filippinerna. Inga underarter finns listade i Catalogue of Life.